# HMS Skaftö (M62)
HMS Skaftö (M62) var en minsvepare i svenska flottan av Arkö-klass. Fartyget såldes 1991 och reparerades 1996 i Valletta på Malta. Hon hade då fått namnet La Garaventa II.